# 統一戦線義勇軍
統一戦線義勇軍（とういつせんせんぎゆうぐん）は、日本の民族派・新右翼団体。略称は義勇軍。新右翼の代表的な団体であり、先鋭的な活動で知られている。
「アメリカの国家犯罪を日本の側から裁く」ことが義勇軍の原点だとしている。民族派陣営として初の「反米デー」を提唱したとされ、自衛隊工作活動や、新左翼のスタイルを取り入れ、ヘルメットに覆面（マスク、サングラス）というゲバルトスタイルでデモをするなど、従来の右翼団体とは異なる運動を行っている。ヘルメットの色は緑。かつては一水会の関連組織（「実践組織」「行動組織」「別働軍事組織」）であったとされるが、現在は一水会とは全くの別組織となっている。脳死者の臓器移植に反対の立場をとる。
兵庫県に関西管区として支部がある。スローガンは「反米愛国・自主独立！　自衛隊解体・国軍創設！」

## 沿革
1981年8月9日「反ソ統一戦線義勇軍」が結成され、9月23日「統一戦線義勇軍」に改称された。北方領土奪還青年委員会、一水会、大日本皇心塾、日本憂国同志会などの若手活動家が既成の枠を超えた新たな運動をつくるため、木村三浩を中心に統一戦線義勇軍を結成した。東京都中央区の水谷橋公園で結成、初代議長は木村三浩、書記長は清水浩司（本名・高橋哲夫、後の見沢知廉）。戦後体制の打破を主張し、「反米愛国・抗ソ救国・民族自決・反権力」をスローガンとする。大日本皇心塾、日本憂国同志会は離脱し、北方領土奪還青年委員会は1983年3月に解散して義勇軍に参加した。
1982年5月、機関紙『義勇軍報』創刊。6月、マルビナス紛争（フォークランド紛争）でイギリスの植民地主義に反対してアルゼンチンを支持し、隊員が神田神保町の英国大使館文化参事官事務所のあるビルに火炎瓶を投げ込む。7月、隊員が陸上自衛隊勝田駐屯地で維新革命への呼びかけの檄文を散布する。9月、日本刀と直訴状を持った隊員が教科書問題・外交政策に抗議して鈴木善幸首相私邸に乱入する。同月、清水浩司書記長（見沢知廉）を含む新右翼活動家4人がスパイ粛清事件を起こす。
1983年11月、レーガン米国大統領来日阻止活動を行う。
1984年7月、全斗煥韓国大統領の来日に抗議し、隊員が空き瓶を投げて米国大使館の警備員詰所の窓ガラスを壊す。
1985年、池子米軍住宅建設反対運動を展開、5月、隊員が防衛施設庁横浜防衛施設局に火炎瓶を投げ込む、また外務省職員を襲撃。
1987年1月、大悲会会長・蜷川正大、義友同志会会長代行・中台一雄、統一戦線義勇軍隊員・針谷大輔の3人が「YP体制打倒青年同盟」を名乗り、住友不動産の営利至上主義に抗議して安藤太郎会長私邸を襲撃。
1988年8月、「反ソデー」で警察と衝突し、多くの逮捕者を出す。赤報隊事件を調べるための別件逮捕だとされる。
1989年3月、一水会、義勇軍の大学生による民族派学生組織「日本民族主義学生評議会」（日民学評）発足。9月、針谷大輔が2代目議長に就任。この頃から広島・長崎への原爆投下に抗議している。
1996年、クリントン米国大統領来日反対行動で、武装闘争を計画、拳銃所持の容疑で針谷議長が逮捕される。
2005年7月、中国政府の覇権主義・外交政策に抗議し、中国駐大阪総領事館を襲撃。
2007年7月、幹部山口祐二郎が防衛省庁舎に火炎瓶を投げ込む。
2011年7月、針谷議長が代表呼びかけ人として「右から考える脱原発ネットワーク」を設立し、脱原発デモを開始する。11月、統一戦線義勇軍・中央委員会が経済産業省を訪問し、脱原発テント村の撤去を慎むよう要請した。また脱原発テント村を訪問し、赤軍派元議長の塩見孝也と対談を行った。

## 歴代議長
- 初代：木村三浩（1981年 - 1989年）
- 二代：針谷大輔（1989年 - ）

## 関連人物
- 伊藤好雄 - 顧問[49]、楯の会 元会員、経団連襲撃事件のYP体制打倒青年同盟隊長
- 木村三浩 - 初代議長、一水会代表
- 鈴木信行 - 元情宣局長、維新政党・新風 元代表
- 瀬戸弘幸 – 結成に関係[50][51][52]。国家社会主義者同盟 元副代表
- 針谷大輔 - 2代目議長
- 見沢知廉 - 元書記長、作家
- 山浦嘉久 - 顧問[49]、『月刊日本』論説委員
- 山口祐二郎 - 元情宣局長、憂国我道会会長、全日本憂国者連合会議議長、しばき隊 元メンバー[53]、男組関東若頭[54]